# 4 fantasmi per un sogno
4 fantasmi per un sogno (Heart and Souls) è un film del 1993 diretto da Ron Underwood.

## Trama
San Francisco, 1959. Una sera una coppia in procinto di avere un figlio si precipita in auto verso l'ospedale, nel frattempo su un autobus salgono quattro passeggeri con le loro storie personali: Milo, un ladruncolo d'appartamento pentito di aver rubato dei francobolli ad un bambino per darli ad un'altra persona che l'ha pagato per farlo; Penny, una madre che va al lavoro lasciando a casa soli i suoi tre figli; Julia, una cameriera che rifiuta la proposta del suo fidanzato di sposarsi e vivere insieme in una fattoria, salvo cambiare idea poco dopo decidendo così di raggiungerlo; Harrison, un cantante alle prime armi troppo pauroso per esibirsi in pubblico e che rifiuta sempre di fare i provini per far carriera. L'autista si distrae dalla guida e per evitare di tamponare l'auto finisce giù da un viadotto. Nessuno sopravvive, ma i quattro passeggeri, invece di salire in cielo, dopo avervi visto trascinare l'autista e capendo che sono morti, entrano nel corpo del neonato Thomas. Per qualche anno seguono il bambino facendogli da angeli custode, ma quando i genitori decidono di farlo visitare da uno psichiatra a causa dei suoi amici immaginari, i fantasmi decidono di sparire per il suo bene.
Anni dopo Thomas ormai è un giovane rampante affarista ed è fidanzato con una ragazza di nome Anne, i suoi quattro amici decidono di riapparirgli dopo aver scoperto che in questi anni avrebbero dovuto farsi aiutare da lui per sistemare le questioni irrisolte delle loro vite terrene. I quattro fantasmi hanno però poco tempo a disposizione, vengono sempre disturbati dal conducente dell'autobus che insiste per recuperarli ed assegnare la loro anima ad una nuova nascita. Thomas, pensando di avere le allucinazioni si ricrede dopo che una ragazza medium vede e descrive i suoi quattro amici, capendo che sono veri. Thomas in quanto unico vivo del gruppo, li aiuterà facendosi possedere da loro a turno, riuscendo così a restituire i francobolli rubati e riscattare i sensi di colpa di Milo; riuscirà a far cantare Harrison in pubblico salendo sul palco di un concerto e intonando l'inno americano; poi a dare la possibilità a Penny di riabbracciare per l'ultima volta suo figlio Billy, ora sergente di polizia e padre di famiglia, e farlo ricongiungere con le sue sorelle; infine aiuterà Julia a cercare il suo fidanzato per dirgli che lo ha sempre amato, ma a malincuore scoprono che è morto da alcuni anni. Invece di soffrire Julia spinge Thomas a non commettere il suo stesso errore lasciandosi scappare la persona che ama, così Thomas torna da Anne e le dichiara il suo amore salvando così la loro relazione.

## Cameo
B.B. King appare in un cameo musicale interpretando se stesso.

## Riconoscimenti
- Saturn Award: miglior attore (Robert Downey Jr.)